# Hoséin Fardust

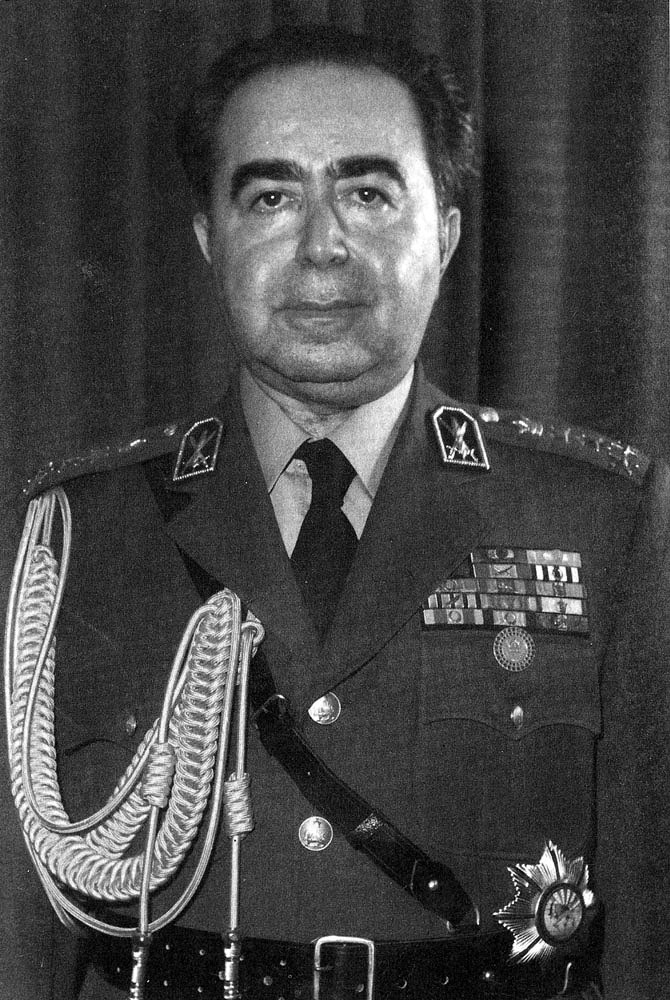

Hoséin Fardust (1917 - 18 de mayo de 1987) fue un amigo de la infancia del último Sha de Irán, Mohammad Reza Pahlavi, y se desempeñó durante diez años como jefe adjunto de la SAVAK, la poderosa agencia de inteligencia iraní.
La primera vez que desarrolló una amistad con el joven príncipe de la corona, cuando se le permitió asistir a la escuela privada establecida en los jardines del palacio de instruir a los hijos de los favoritos de la corte, y más tarde se unió el príncipe heredero, Alireza Pahlavi, y Mehrpur Teymurtash cuando eran enviados al Instituto Le Rosey en Suiza para continuar los estudios. Fardust mantuvo un cercano confidente del príncipe heredero y años más tarde sirvió durante diez años como diputado de la SAVAK, funcionando día a día los asuntos de la seguridad y la oficina de inteligencia, luego de encabezar la Oficina Especial de Inteligencia de Irán - a veces se describe como una especie de "SAVAK dentro de la SAVAK" durante aproximadamente 20 años. La Oficina Especial de Inteligencia de Irán o, en persa, "daftar -dar " permite a Fardust ser el titular último de Intel prima y el proveedor de los informes al Sha de Irán. Fardust admite haber escrito abajo de todos los datos presentados por la SAVAK, Les Deuxiume Mesa del Ejército, etc usando lápiz cuando los informes de inteligencia llegaron por altos miembros de la comunidad de inteligencia. Usando el lápiz le permitió manipular y cambiar los informes a su antojo según las instrucciones del MI6. Por lo tanto, como resultado el Sha de Irán y otros miembros del Senado fueron mal informados acerca de cada bit de información hasta el último momento. Ruhollah Jomeini fue el resultado final y la respuesta al comunismo de los británicos llamado Cinturón Verde islámico a partir de Pakistán hasta el final a Turquía.